# شکر (ترانه مارون فایو)
«شکر» تک‌آهنگی از گروه موسیقی آلترناتیو راک مارون ۵ است که در ۱۳ ژانویه ۲۰۱۵ منتشر شد. این تک‌آهنگ در آلبوم پنج (آلبوم مارون فایو) قرار داشت.
این تک‌آهنگ در چارت‌های، در رتبه اول و در چارت‌های کانادا، ایتالیا، اسکاتلند، ایرلند، لهستان، اسپانیا، دانمارک، استرالیا، نیوزلند، بریتانیا، جزو ده ترانه اول قرار گرفت.